# Ночезрительная труба

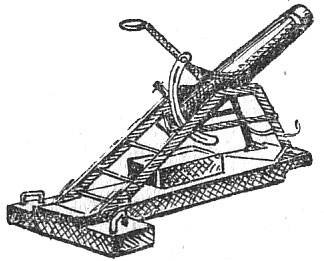
Ночезрительная труба Ломоносова

«Ночезрительная труба» Ломоносова — оптический аппарат, созданный Ломоносовым наподобие морской подзорной трубы. Аппарат предназначен для рассматривания предметов в условиях слабого освещения. В данных условиях свойства восприятия глаза ухудшаются по сравнению с дневными условиями, а именно возрастает минимальный угол зрения, под которым глаз способен различить две точки объекта как различные. Ночезрительная труба увеличивает угол зрения, повышая способность различать предметы при различном освещении.

## История
В мае 1756 года, на заседании Академии наук, Ломоносов представил «машину, придуманную им для усиления света», представлявшую собой двухлинзовую зрительную трубу Кеплера длиной около 60 см, с объективом диаметром в «три-четыре дюйма», и окуляром. Предназначалась для «различения в ночное время скал и кораблей». Опытным путём Ломоносов установил, что в тёмной комнате через трубу предметы были видны лучше, чем без неё, но требовалась проверка на море на больших расстояниях.
Академики Гришов и Попов подвергли критике изобретение, усомнившись в его принципиальной новизне, кроме «цели или назначения».
Продолжив опыты, Ломоносов написал:

Изобретён мною новый оптический инструмент, который я назвал никтоптической трубою (tubus nyctopticus); оный должен к тому, чтобы ночью видеть можно было. Первый опыт показывает на сумерках ясно те вещи, которые простым глазом не видны, и весьма надеяться можно, что старанием искусных мастеров может простереться до такого совершенства, какого ныне достигли телескопы и микроскопы от малого начала.

В январе 1758 года Ломоносов представил работу «Физическая задача о ночезрительной трубе», а летом 1759 года продемонстрировал академикам новую английскую трубу, переданную ему Шуваловым из Кабинета императрицы, со свойствами, аналогичными тем, которые Ломоносов предсказывал в отношении ночезрительной трубы. Ломоносов полагал английскую трубу реализацией своего предложения, лишившей его приоритета на изобретение.
Против трубы выступили Румовский, делившийся с Эйлером своим скепсисом ввиду отсутствия при просмотре какой-либо разницы от обычного телескопа, и Эпинус, написавший трактат «Доказательство невозможности ночезрительной трубы Ломоносова», где указал, что «даже ребенку известно, что в оптических системах яркость объектов не зависит от увеличения».
Ломоносов аргументировал, что он стремится захватить максимум потока света, для чего использует максимально большой объектив, а для сохранения этого потока применяет окуляр с необычно большим диаметром — около 8 мм, поскольку в темноте зрачок человека расширяется до этих значений.
Прекратив дискуссии, Ломоносов передал три такие трубы для использования в Арктической морской экспедиции адмирала Чичагова, где приборы себя хорошо[уточнить] показали (уже после смерти Ломоносова).